# Plumegesta largalis
Plumegesta largalis är en fjärilsart som beskrevs av Munroe 1972. Plumegesta largalis ingår i släktet Plumegesta och familjen Crambidae. Inga underarter finns listade i Catalogue of Life.